# Joseph Minj
Joseph Minj (* 17. Oktober 1932 in Paikpara-Dholkobera, Indien; † 16. August 2018 in Simdega) war ein indischer Geistlicher und römisch-katholischer Bischof von Simdega.

## Leben
Joseph Minj empfing am 10. Juli 1960 die Priesterweihe. Papst Johannes Paul II. ernannte ihn am 28. Mai 1993 zum Bischof von Simdega. 
Die Bischofsweihe spendete ihm der Erzbischof von Ranchi, Telesphore Placidus Toppo, am 24. August desselben Jahres; Mitkonsekratoren waren James Anthony Toppo, Bischof von Jalpaiguri, und Charles Soreng SJ, Bischof von Daltonganj.
Am 11. Februar 2008 nahm Papst Benedikt XVI. sein aus Altersgründen vorgebrachtes Rücktrittsgesuch an.